# Călățele
Călățele – wieś w Rumunii, w okręgu Kluż, w gminie Călățele. W 2011 roku liczyła 1039 mieszkańców.